# Sporting Clube de Portugal (calcio femminile)
Lo Sporting Clube de Portugal (pron. [ˈspɔɾtĩɡ ˈklub(ɨ) dɨ puɾtuˈɡaɫ]), noto anche come Sporting Lisbona, è una squadra di calcio femminile portoghese, sezione dell'omonima società polisportiva con sede nella città di Lisbona.
Fondata nel 1991 rappresentò la società nel campionato portoghese femminile di calcio fino all'estate 1995, rimanendo inattiva fino al 2016, anno in cui venne iscritta al Campeonato Nacional (Liga Allianz), livello di vertice del campionato nazionale di categoria, vincendolo, aggiudicandosi inoltre durante la stagione anche la Coppa di Portogallo.

## Palmarès
- Campionato portoghese: 2

2016-2017, 2017-2018
- Coppa del Portogallo femminile: 2

2016-2017, 2017-2018
- Supercoppa di Portogallo: 2

2017, 2024

## Statistiche

### Partecipazioni alle competizioni europee
| Stagione | Competizione     | Fase          | Avversario    | Risultato | Risultato | Risultato |
| Stagione | Competizione     | Fase          | Avversario    | andata    | ritorno   | aggregato |
| -------- | ---------------- | ------------- | ------------- | --------- | --------- | --------- |
| 2017-18  | Champions League | fase a gironi | BIIK Kazygurt | 1-2       | 1-2       | 1-2       |
| 2017-18  | Champions League | fase a gironi | MTK Hungária  | 2-0       | 2-0       | 2-0       |
| 2017-18  | Champions League | fase a gironi | Hajvalia      | 4-1       | 4-1       | 4-1       |

## Organico

### Rosa 2018-2019
Rosa, ruoli e numeri di maglia come da sito ufficiale e UEFA.com.
| N. |                        | Ruolo | Calciatrice           |
| -- | ---------------------- | ----- | --------------------- |
| 1  | Portogallo (bandiera)  | P     | Inês Pereira          |
| 2  | Stati Uniti (bandiera) | C     | Carlyn Baldwin        |
| 3  | Portogallo (bandiera)  | D     | Rita Fontemanha       |
| 4  | Portogallo (bandiera)  | D     | Mariana Azevedo       |
| 5  | Portogallo (bandiera)  | D     | Joana Marchão         |
| 6  | Portogallo (bandiera)  | D     | Bruna Costa           |
| 7  | Portogallo (bandiera)  | A     | Ana Capeta            |
| 8  | Portogallo (bandiera)  | A     | Bárbara Marques       |
| 9  | Portogallo (bandiera)  | A     | Ana Borges (capitano) |
| 10 | Serbia (bandiera)      | D     | Nevena Damjanović     |
| 11 | Portogallo (bandiera)  | C     | Tatiana Pinto         |
| 13 | Portogallo (bandiera)  | C     | Fátima Pinto          |

| N. |                        | Ruolo | Calciatrice           |
| -- | ---------------------- | ----- | --------------------- |
| 14 | Portogallo (bandiera)  | C     | Joana Martins         |
| 15 | Portogallo (bandiera)  | D     | Carole Costa          |
| 16 | Stati Uniti (bandiera) | C     | Sharon Hyoshim Wojcik |
| 17 | Portogallo (bandiera)  | C     | Neuza Besugo          |
| 18 | Portogallo (bandiera)  | A     | Carolina Mendes       |
| 19 | Portogallo (bandiera)  | A     | Diana Silva           |
| 20 | Portogallo (bandiera)  | A     | Solange Carvalhas     |
| 21 | Portogallo (bandiera)  | P     | Patrícia Morais       |
| 23 | Portogallo (bandiera)  | C     | Nadine Cordeiro       |
| 24 | Portogallo (bandiera)  | C     | Patrícia Gouveia      |
| 27 | Portogallo (bandiera)  | D     | Matilde Figueiras     |
| 29 | Portogallo (bandiera)  | A     | Constança Silva       |

### Area tecnica
| Allenatore: Nuno Preto Rebelo Cristovão De Almeida (Nuno Cristóvão)        |
| Vice allenatore: Isabel Maria Rodrigues Pinto Jesus Osório (Isabel Osório) |